# عمارة مغربية

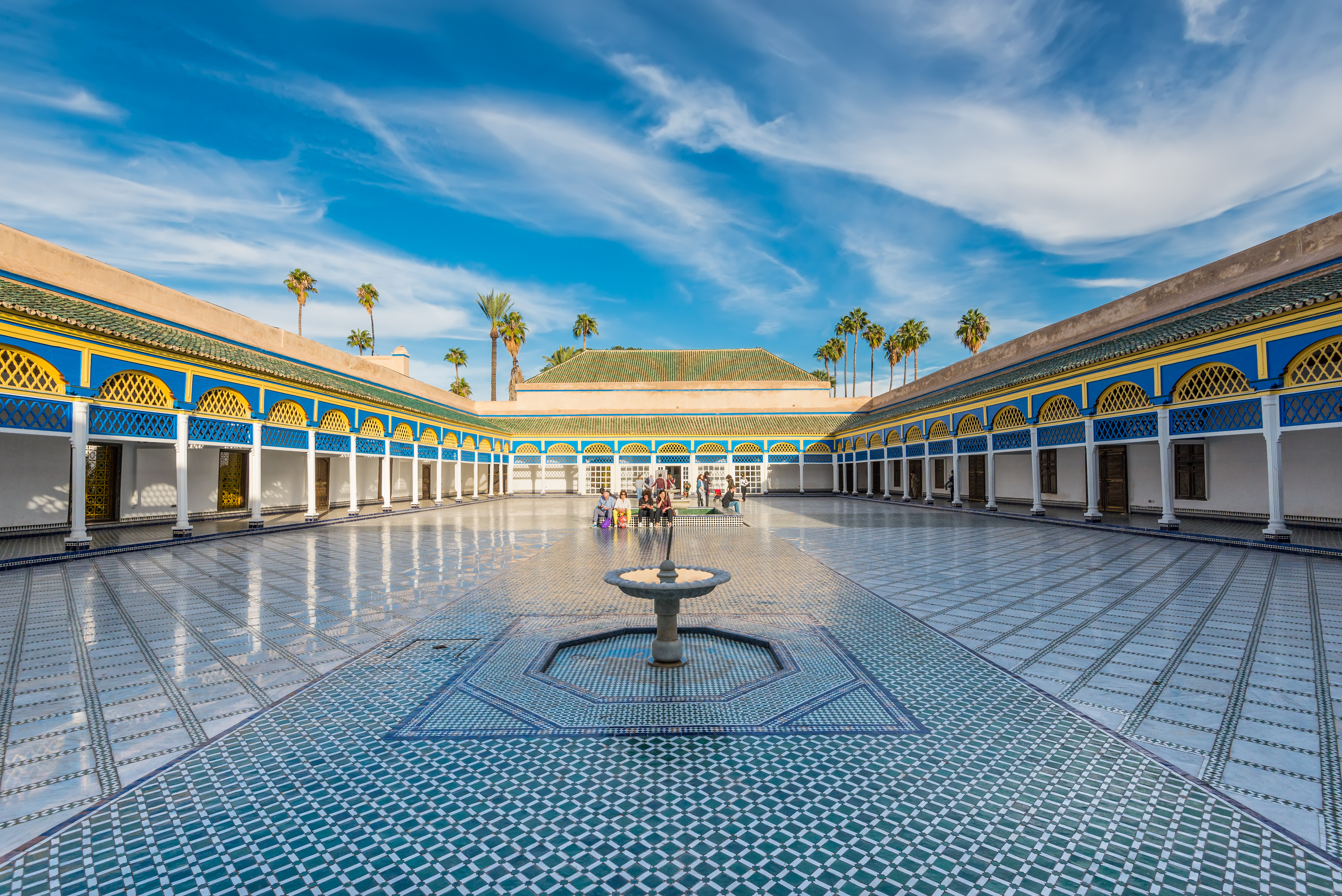
قصر الباهية بمراكش

تعكس العمارة المغربية التنوع الجغرافي المغربي وتاريخه الطويل، الذي تميز بتلاقح عدة ثقافات عبر مراحل تاريخة متتالية. يشمل التراث المعماري المواقع الرومانية القديمة، والعمارة الإسلامية التاريخية، والعمارة المحلية، والعمارة الاستعمارية الفرنسية في القرن العشرين، والعمارة الحديثة. يتضمن المعمار التاريخي دراسة المباني القديمة والمعابده والقلاع والقصور والمنازل التاريخية. يتم تحليل الهندسة المعمارية والتصميم والعناصر الزخرفية لهذه المباني. يتم استخدام التقنيات المعاصرة لترميم وإعادة بناء هذه المباني بطرق تحافظ على الطابع التاريخي وتعكس الأصالة.

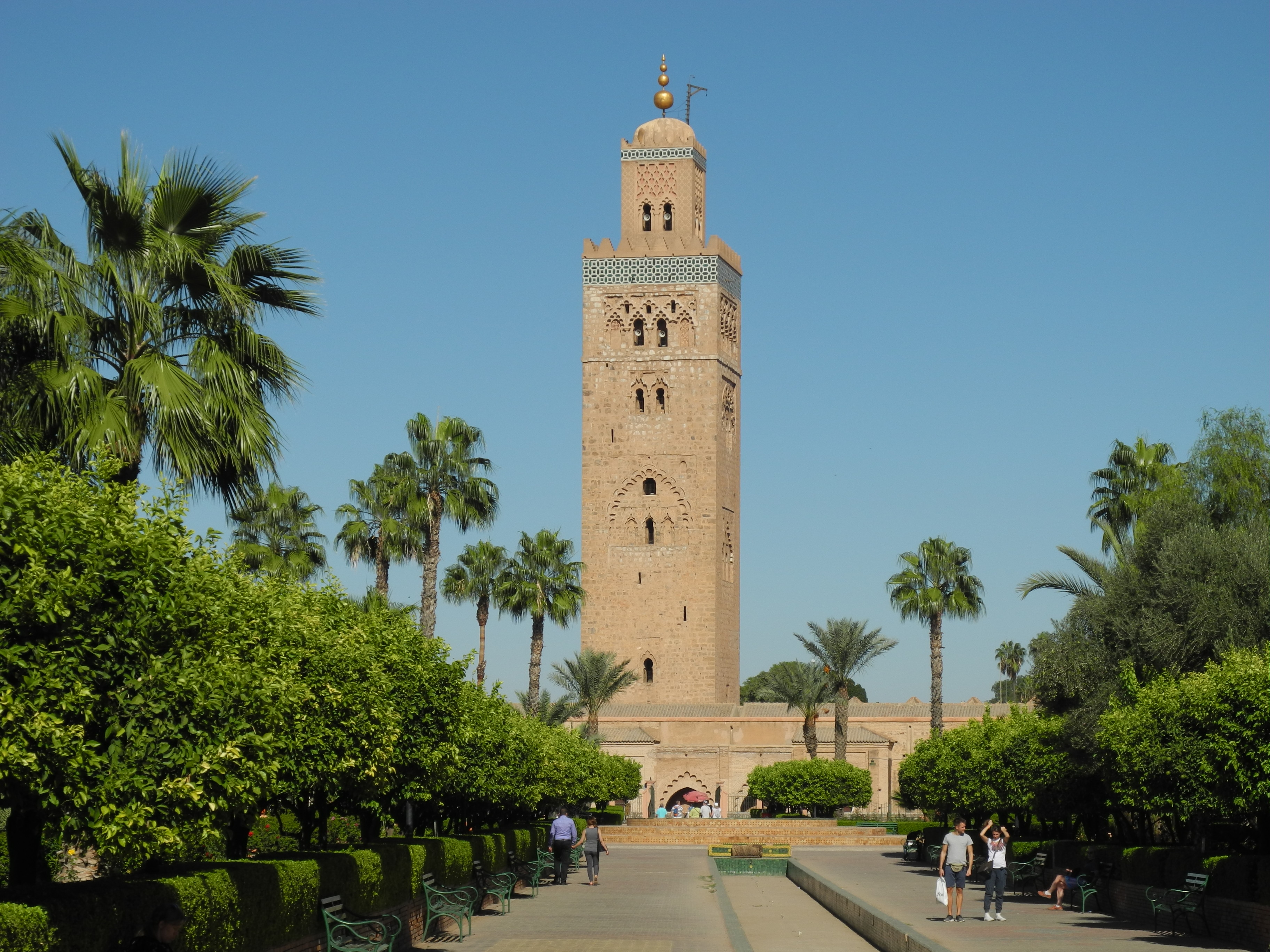
جامع الكتبية في مراكش

## جذور تنوع العمارة المغربية
يتميز جزء كبير من الهندسة المعمارية التقليدية في المغرب بالأسلوب الذي تطور خلال الفترة الإسلامية، ابتداء من القرن السابع. كانت هذه الهندسة المعمارية جزءًا من تقليد أوسع للعمارة "المغاربية" أو العمارة الإسلامية الغربية، والتي ميزت كلاً من المغرب العربي (المغرب والجزائر وتونس) والأندلس (إسبانيا والبرتغال المسلمتان). مزجت تأثيرات الثقافة الأمازيغية (البربرية) في شمال أفريقيا، وإسبانيا ما قبل الإسلام (الرومانية والبيزنطية والقوطية الغربية)، والتيارات الفنية المعاصرة في الشرق الأوسط الإسلامي لوضع أسلوب فريد على مر القرون مع ميزات يمكن التعرف عليها مثل قوس حدوة الحصان. وحدائق الرياض وزخارف هندسية وأرابيسك متقنة في الخشب والجص المنحوت وبلاط الزليج 

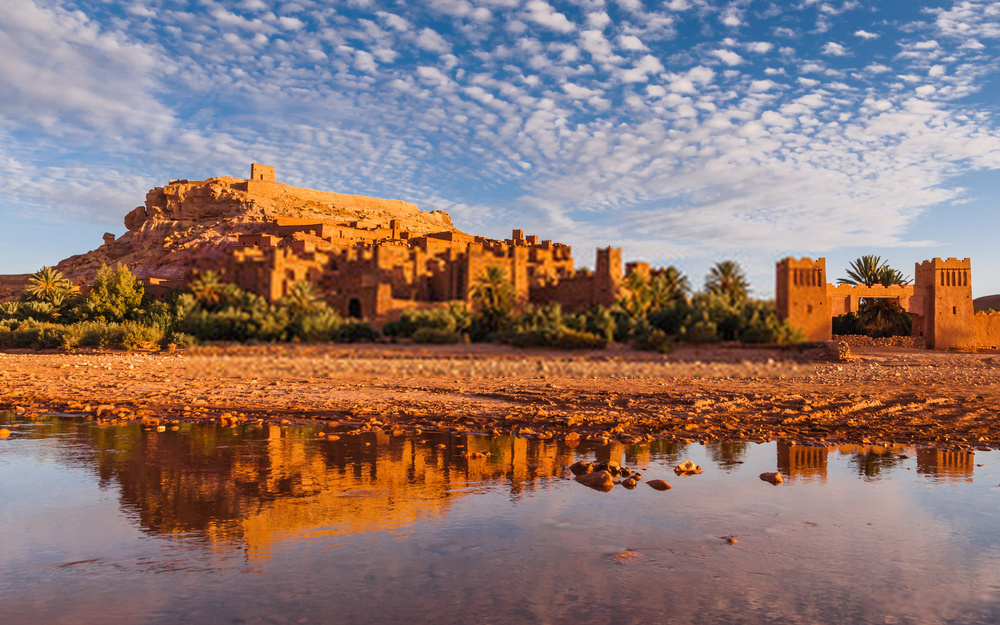
قصر آيت نبحدو بورزازت جنوب المغرب

تعتبر المباني التاريخية واحدة من أهم الموارد التي تساهم في فهم تطور الحضارة والثقافة عبر العصور. تعكس هذه المباني المفاهيم الفنية والثقافية والاجتماعية للشعوب التي بنتها. وتلعب المعاهد والمؤسسات المتخصصة في المعمار التاريخي دورًا حيويًا في حماية وحفظ هذا التراث الثقافي الثمين.
يعتبر المعمار التاريخي أيضًا مصدرًا هامًا للإلهام للمعماريين المعاصرين. فهو يوفر لهم فرصة لدراسة تقنيات البناء القديمة والتعرف على التصاميم والعناصر الزخرفية التي تميزت بها المباني التاريخية. يمكن للمعمار التاريخي أن يلهم التصاميم الحديثة ويساعد في خلق مباني متكاملة تجمع بين التقاليد والحداثة.

باختصار، المعمار التاريخي يلعب دورًا حيويًا في حفظ وتوثيق التراث المعماري وفهم التاريخ والثقافة. إنه يمثل جسرًا بين الماضي والحاضر، ويعزز الوعي بقيمة التراث وأهميته في بناء مستقبل مستدام ومزدهر.

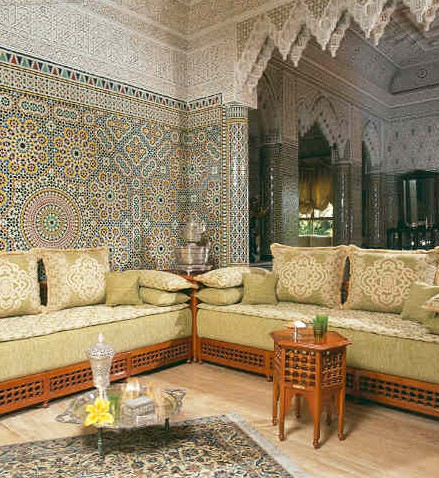
منزل مغربي

نتيجة لتنوع الحضارات في المغرب وامتزاجها بالحضارة الإسلامية واحتكاكها بالحضارات السائدة في كل من أوروبا وجنوب الصحراء جعل منها مزيجا فريدا من نوعه لا من حيث الزخرفة المغربية ولا من حيث الألوان ولا العمق التاريخي .
ويظهر في الفن المغربي التنوع والتكامل في الألوان المستمدة من بيئة المغرب الغنية بألوانها كألوان التربة والصخور والأشجار والزهور الغنية بالألوان الطبيعة الجدابة، فنجد تضاد بين اللون الزعفراني والبني المحمر مع مزيج من الأخضر العشبي على سبيل المثال.الفن المعماري في المغرب

## الفن المعماري المغربي
تأثر فن العمارة في المغرب بالعديد من الحضارات التي تعاقبت عليه، لكن يطغى طراز الفن المعماري الإسلامي على فنون هذه الحضارات والذي كان له تأثير كبير على هندسته؛ كالمباني والهياكل مثل المساجد والمدارس، بالإضافة إلى الأنماط والزخرفة الإسلامية التي تظهر على الجدران والأسقف الخارجية والداخلية، ويتميز فن العمارة المغربي بالجدران البيضاء المميزة، والأقواس المزينة، والزخارف المستوحاة من النباتات، والخط العربي، والقباب الكبيرة، والنوافير، والأسقف الجصية المتواجدة في المباني والهياكل، وغالبًا ما يظهر فن العمارة المغربي في المساجد والمقابر والمدارس والكنائس وغيرها.

### مظاهر الفن المعماري المغربي
يتمثل الفن المعماري المغربي بالعديد من المظاهر في كل من المباني والمساجد وغيرها، نذكر منها ما يلي:

#### الأقواس

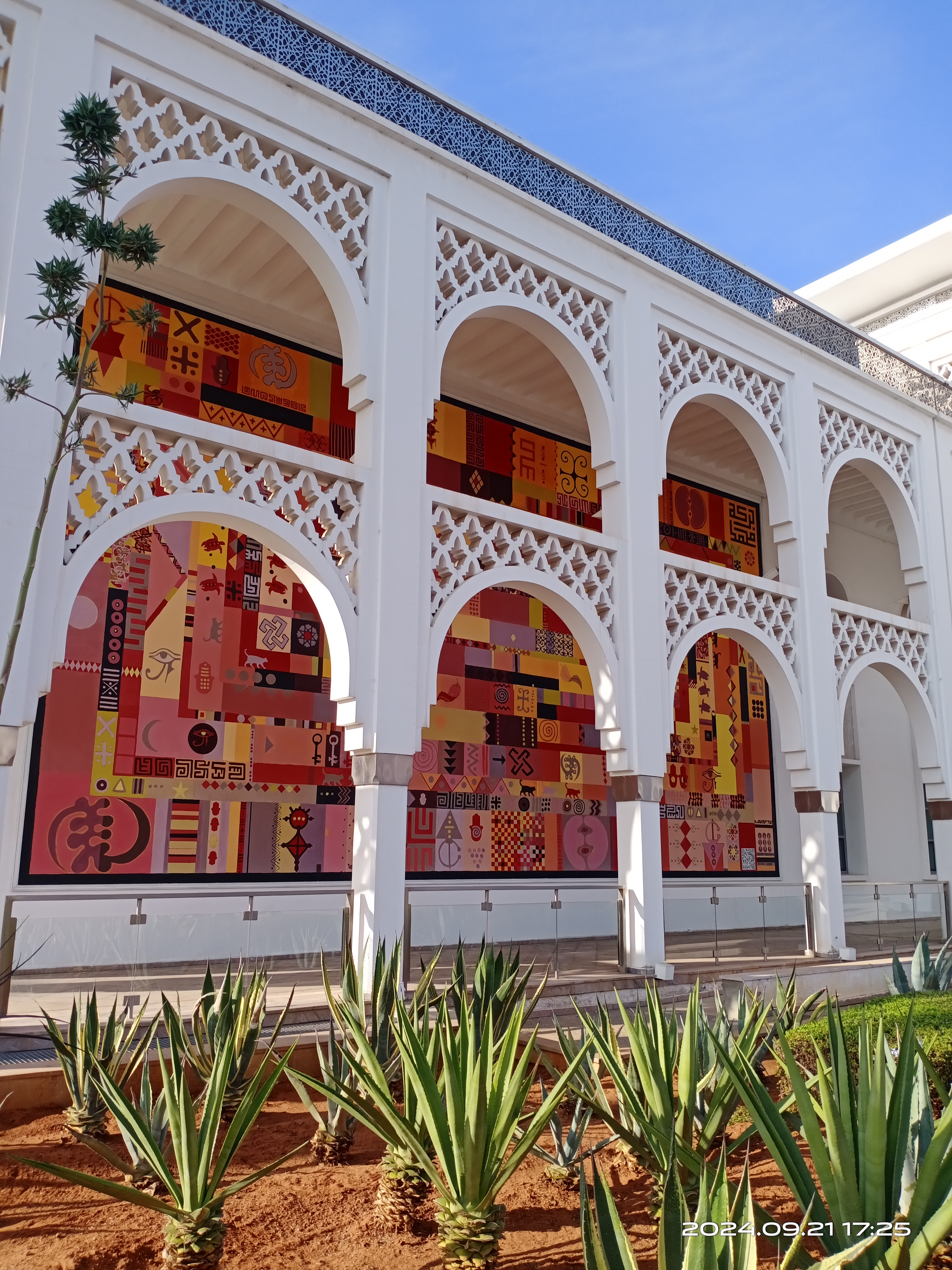
واجهة متحف الفن الحديث بالرباط

يتميز فن العمارة المغربي باستخدام الأقواس بأنماط معينة كالأقواس المدببة التي تظهر بشكل دائري، والأقواس المتعددة التي تحتوي على طبقات دائرية أصغر حجمًا، وأقواس حدوة الحصان التي تظهر على شكل حدوة الحصان والتي تسمى أيضَا أقواس ثقب المفتاح.

#### المقرنصات
وهي شكل من أشكال الفن المعماري المغربي التي تتمثل بالنقوش المتواجدة على أسطح المباني والقباب والتي تكون مصنوعة في الغالب من الحجر أو الرخام، إذ يتم نحتها في مسارات منحدرة بأبعاد مختلفة.

###### النوافير

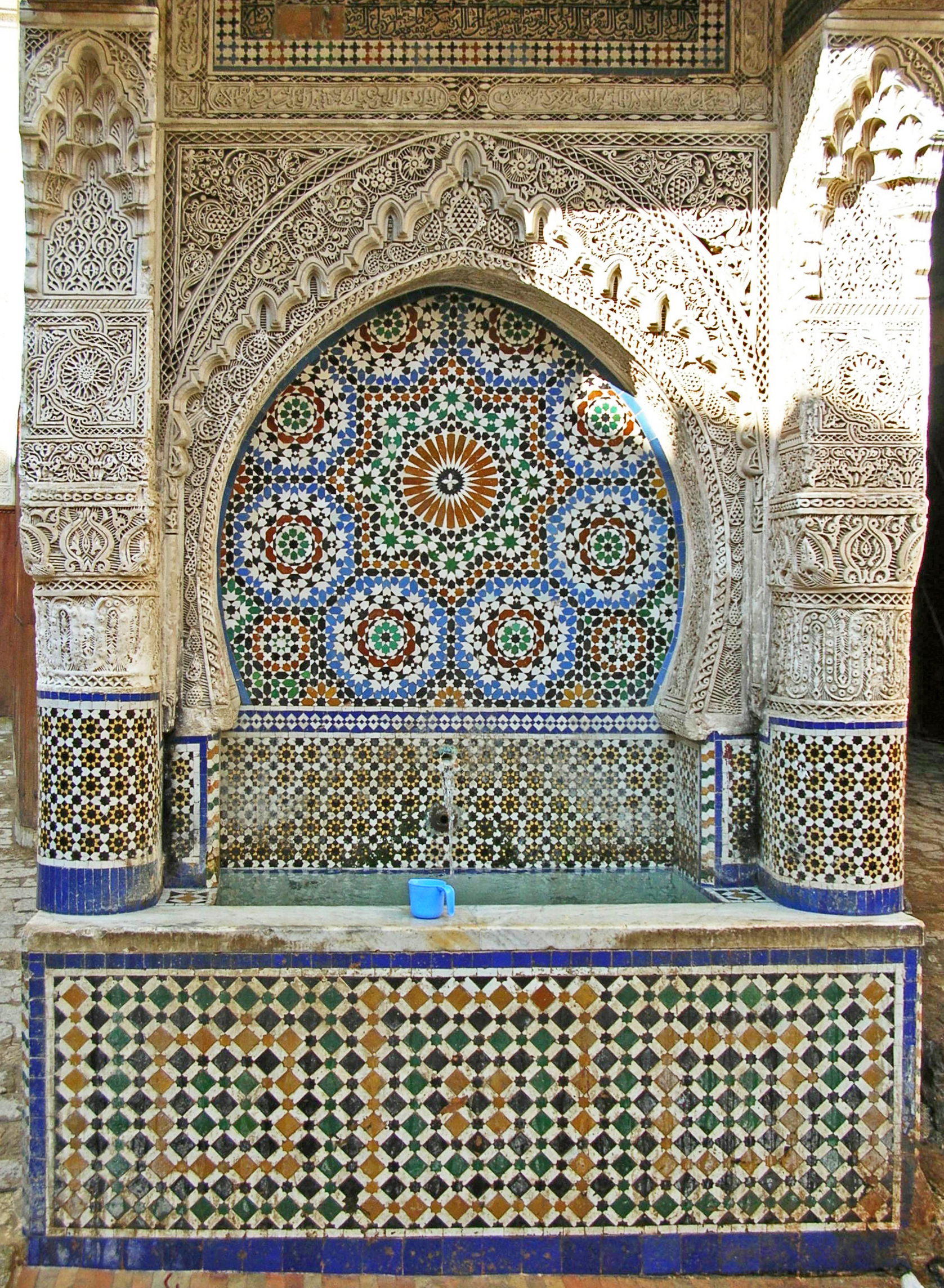
سقاية بساحة النجارين, فــاس, الــمــغــرب

يتميز فن العمارة المغربي بتصميم النوافير التي تظهر بأشكال وتصاميم مختلفة، بالإضافة إلى الزخرفة المكونة لها بنقوش وأشكال متنوعة، كما قام المصممون المعماريون بدمج كل من البلاط المغربي والنوافير معًا لتشكيل فن معماري مميز

#### القباب
والتي تظهر كجزء من الأسقف في فن العمارة المغربية، وهي عبارة عن هياكل نصف كروية يمكن أن تقف على أسطوانة أو هيكل مستدير أو نظام من المثلثات، وقد تحتوي قممها على كوة "فتحة أو نافذة للتهوية" تسمح بدخول الضوء الطبيعي إلى المبنى.

#### الأسقف
تعرف الأسقف في فن العمارة المغربية بأنها عالية ذات ارتفاعات مختلفة وتأخذ ألوانًا وأنماطًا مختلفة، ومن أكثرها شيوعًا نمط زخرفة السجاد، وغالبًا ما تطلى الأسقف باللون الأبيض أو اللون الطيني أو الأزرق أو الفيروزي.

#### الزخارف
من أشهر زخارف الفن العماري المغربي الأشكال النباتية المتمثلة بالأوراق متعددة الأشكال كالمستديرة والمنبسطة والزهور والنباتات، بالإضافة إلى الزخرفة الخطية التي استخدمت فيها الخطوط العربية بصورة عشوائية لتشكيل زخرفة مميزة، كما اشتهرت بالزخرفة الهندسية التي تم استخدام الأشكال الهندسية فيها.

#### الساحات
يتميز فن العمارة المغربي بالساحات الكبيرة التي تقام عليها العمارة، كما تُرصف بعض هذه الساحات بالأرضيات الخرسانية المزخرفة والبلاط الزخرفيِّ الذي تميزت به العمارة المغربية، وتتميز بالمساحات الكبيرة التي تزرع بها الأشجار والأزهار المميزة.

#### الفسيفساء
تم استخدام الفسيفساء التي تتمثل بالنقش بأشكال مختلفة على الجص وذلك على شكل لوحات كانت تعلق على كل من المآذن وواجهات المباني، ولقد انتشرت هذه النقوش الفسيفسائية بكثرة في فن العمارة المغربي.

## العمارة المغربية القديمة «التنكة»

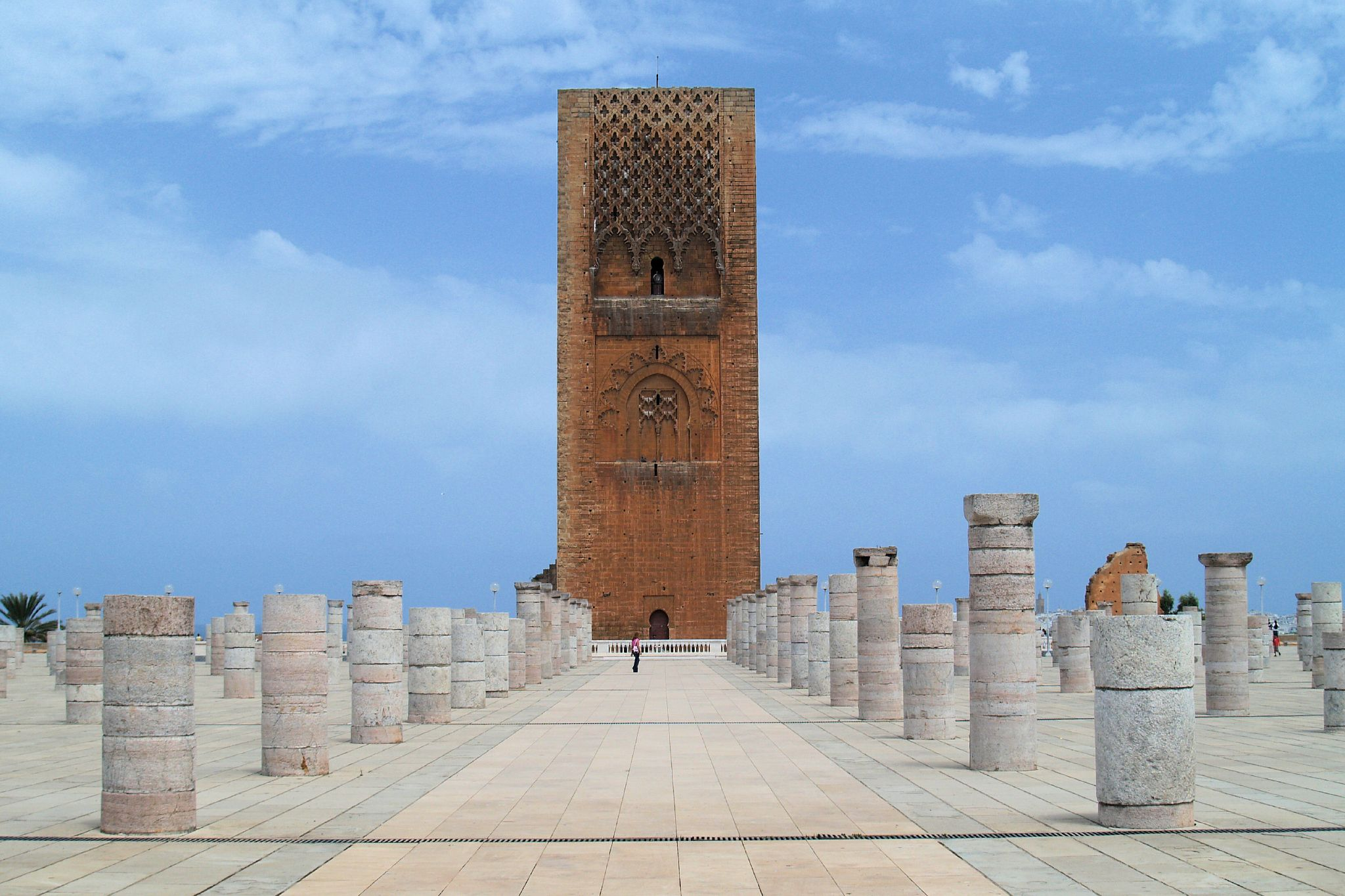
صومعة حسان، الرباط

أثرت العمارة عند المرابطين والموحدين بين أعوام 1056 - 1269 م. على العمارة الأندلسية، مع تأثيرات على البدو المشارقه، بعد أن كان قد وصل إلى درجة كبيرة من الإسراف والترف في الزخرف, فكسب الفن الجديد جمالا مميزا رغم بساطة
أهم ما يميز هذه العمارة:
* صفوف الأقواس الحاملة للسقف عمودية، كما في جامع عقبة بن نافع في القيروان، وفي جامع قرطبة الكبير.
- وجود المجاز القاطع الذي يصل بين الباب الرئيسي للقبلية والمحراب، مع تميز الأقواس الحاملة لسقفه عن بقية الأقواس بزخرفتها وتنوعها وكون سقفه أعلى من بقية سقوف القبلية.
- وجود القبة فوق المحراب التي تتشكل من أقواس متقاطعة فيها حشوات جصية مزخرفة أو تكون خشبية من الداخل، هرمية الشكل، يغطي سطحها الخارجي القرميد.
- الأقواس حدوة الفرس الدائري أو المدبب أو المفصصة، وغالبا ما تكون كثيرة الفصوص, كل فص... شو بدّي خبرك.
- استخدام الفسيفساء الخزفية في الزخرفة على شكل لوحات في واجهات المباني أو المآذن، مع استمرار الزخرفة بالنقش على الجص (نقش حديدة)، ولقد بلغت النقوش الجصية أرقى مستوى لها في العمارة المرابطية.
- اعتمدت المواضيع الزخرفية على الأشكال الهندسية والعروق النباتية والأشرطة الكتابية التي اعتمدت بشك رئيسي على الخط الكوفي، كما ظهر خط الثلث واستعمل للمرة الأولى في جامع تلمسان. بالإضافة لخطوط المغربية والأندلسية الميزة.

## العمارة المغربية الحديثة

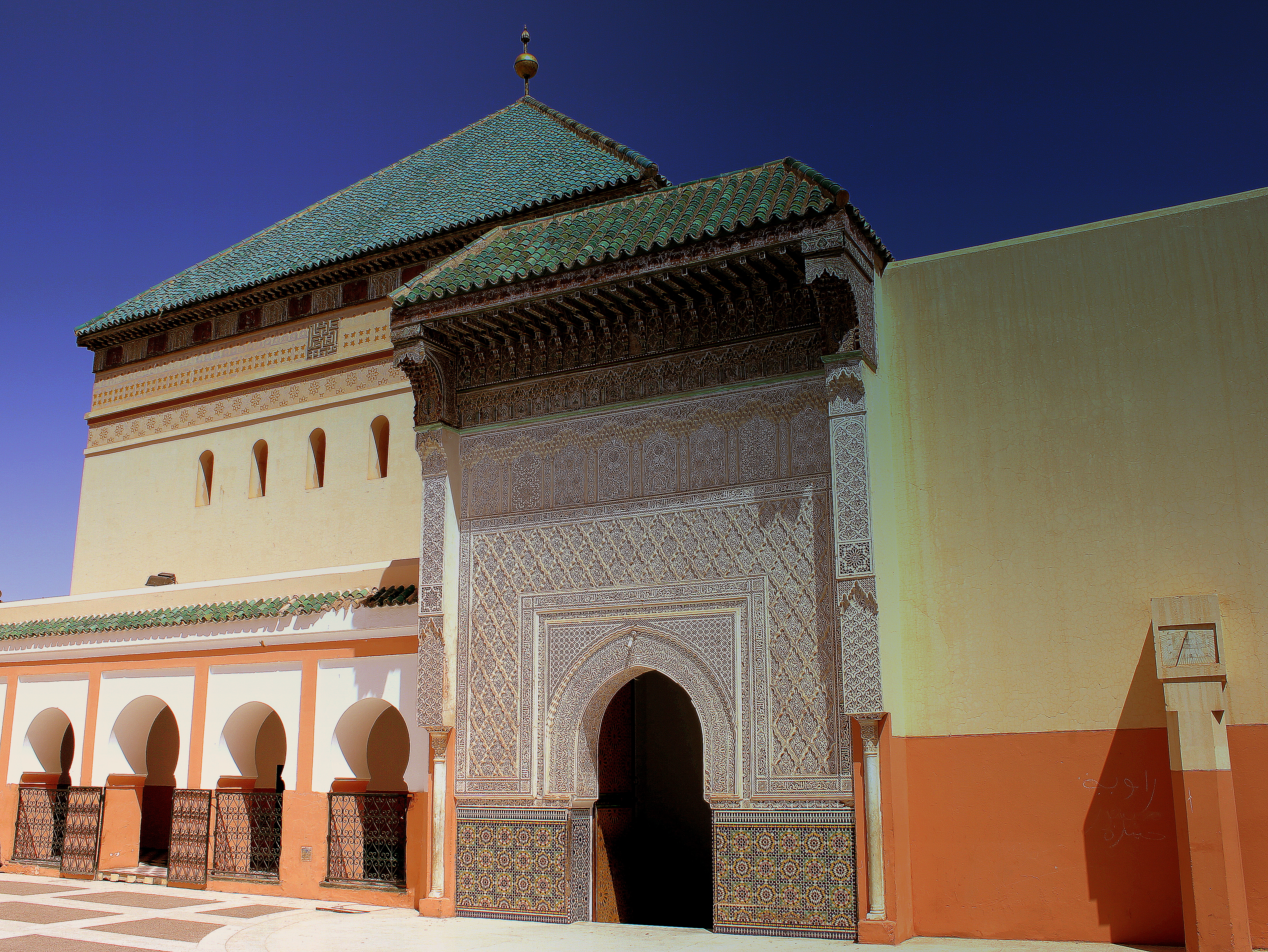
نزل في طنجة رُمِّم حديثا

تشمل الهندسة المعمارية الحديثة في المغرب العديد من الأمثلة على فن الآرت ديكو في أوائل القرن العشرين والهندسة المعمارية المغاربية الجديدة المحلية التي تم بناؤها خلال الاحتلال الاستعماري الفرنسي والإسباني للبلاد بين عامي 1912 و1956. بعد استقلال المغرب، استمرت بعض المباني الجديدة في الإشادة بالهندسة المعمارية والزخارف المغربية التقليدية (حتى عندما صممها مهندسون معماريون أجانب)، كما يتضح من ضريح الملك محمد الخامس (الذي اكتمل بناؤه عام 1971) و مسجد الحسن الثاني الضخم في الدار البيضاء (اكتمل بناؤه عام 1993). تتجلى الهندسة المعمارية الحداثية أيضًا في الإنشاءات المعاصرة، في البنايات اليومية العادية وفي المشاريع الكبرى المرموقة
إن المساجد المغربية التي بناها المرابطون والموحدون من المغاربة، الذين أسهموا في بناء مجد العمارة الإسلامية، ما زالت ذكرياتها ماثلة في صوامع مساجد إشبيلية في الأندلس والكتبية في مراكش وحسان في الرباط. ولقد جاءت الصومعة الجديدة لتكون الرابعة في تاريخ الأوابد المغربية، وإن كانت تفوق مثيلاتها حجما وارتفاعا. فلقد قامت على مساحة 625 م² وبارتفاع 200 متر تقريبا.
يمتد هذا الصرح المعماري على مساحة واسعة مقدارها تسعة هكتارات، وهو مسجد ومدرسة في جهة، ومكتبة ومُتْحف في جهة أخرى، ضمن وحدة معمارية متماسكة، تجلت فيها جميع سمات الفن المعماري و الزخرفي المغربي الذي ما زال مزدهرا حتى اليوم. وما زالت الفنون المغربية منتشرة وشائعة في المغرب بفضل الصناع المهرة الذين يمارسون الزخرفة بالزليج أي الخزف بأشكال هندسية وكتابات، وبالزخرفة الجصية والخشبية والرخامية. ولقد استوعب هذا الصرح إبداعاتهم التقليدية مع إضافات معاصرة، وبخاصة في الصيغ والتقنيات. وليس هذا الصرح نقلا حرفيا عن عمارة الصروح القديمة، ولكنه حافظ إلى حد بعيد على تقاليد العمارة المغربية والفنون، وبدا تعبيرا عن نهضة هذه الفنون وتحديها لنماذج العمارة الغربية الأوروبية التي انتشرت في مدينة الدار البيضاء، بحكم صفتها التجارية والسياحية. وقد لا يكون المكان كافيا للحديث عن التقنيات الحديثة التي أُضيفت إليه، وبخاصة استعمال الليزر للدلالة على القبلة، وإقامة ركائز مضادة للهزات والأمواج، والتحات بفعل المياه، وعن سقف المسجد القابل للانفتاح، ذلك أن الروائع الزخرفية التي أنجزها آلاف المعلمين المغاربة، هي الأكثر أهمية في هذا المسجد 